# NGC 7246
NGC 7246 is een spiraalvormig sterrenstelsel in het sterrenbeeld Waterman. Het hemelobject werd op 6 september 1793 ontdekt door de Duits-Britse astronoom William Herschel.

## Synoniemen
- IC 5198
- MCG -3-56-14
- IRAS 22150-1549
- PGC 68512